# Politică și destin. Constantin Argetoianu
Politică și destin. Constantin Argetoianu este o carte scrisă de istoricul Stelian Neagoe, despre politicianul și memorialistul român Constantin Argetoianu. Este în prezent singura monografie dedicată personalității controversate a istoriei române interbelice. Stelian Neagoe este editorul întregii opere memorialistice argetoiene, atât memoriile (Pentru cei de mâine. Amintiri din vremea celor de ieri), cât și jurnalele (Însemnări zilnice).

## Prezentare
Cartea este împărțită în 7 capitole. Cea mai mare parte este dedicată carierei târzii a lui Argetoianu. 
- Genealogie – Bio-bibliografie (paginile 5-70)
- Plonjonul în politică (paginile 71-104)
- De la Ionel Brătianu la Carol al II-lea (paginile 105-142)
- Gustul puterii. În percepția Serviciilor secrete (paginile 143-174)
- Refugiat din fața tăvălugului comunist (paginile 175-276)
- Păcălitorul păcălit (paginile 277-402)
- Începea numărătoarea inversă (paginile 403-441)

## Aspecte inedite
În carte, Stelian Neagoe a dezvăluit că sunt în posesia lui și în proces de editare și caietele jurnalului din 1945, a căror existență nu fusese cunoscută anterior. Ele sunt citate extensiv în carte.